# ال‌لازاریو دی تورمس
ال‌لازاریو دی تورمس (به اسپانیایی: El Lazarillo de Tormes) فیلمی در ژانر درام به کارگردانی سزار فرناندس آردابین است که در سال ۱۹۵۹ منتشر شد. از بازیگران آن می‌توان به ممو کاروتنوتو اشاره کرد. این فیلم برنده خرس طلایی از جشنواره فیلم برلین شده است.